# Henryk Humięcki

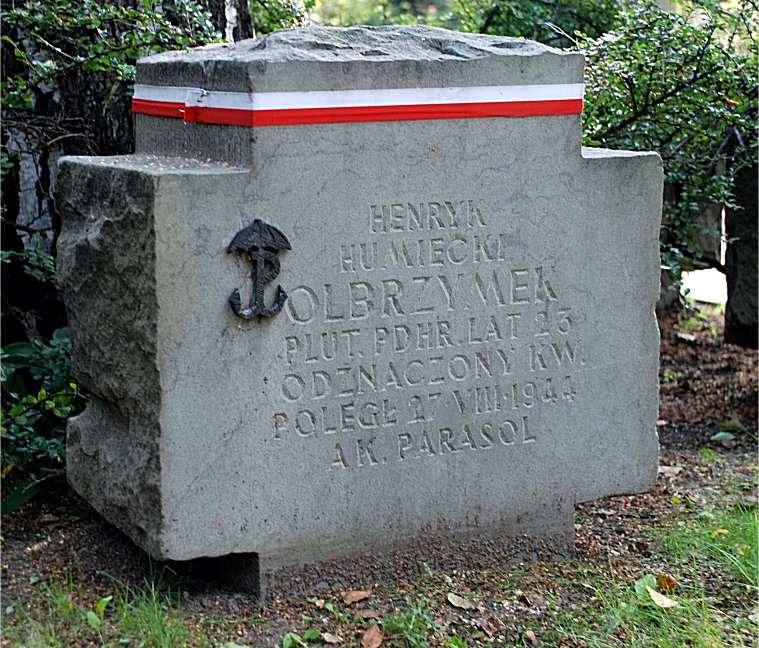
Grób na Wojskowych Powązkach w Warszawie

Henryk Humięcki ps. „Olbrzym”, „Olbrzymek” (ur. 9 listopada 1920 we Włocławku, zm. 27 sierpnia 1944 w Warszawie) – plutonowy podchorąży, uczestnik powstania warszawskiego w szeregach 1. kompanii II plutonu batalionu „Parasol” Armii Krajowej. Syn Teodora.

## Życiorys
Podczas okupacji działał w polskim podziemiu zbrojnym – początkowo w organizacji PET, następnie w Szarych Szeregach, skąd 1 sierpnia 1943 został przeniesiony do oddziału „Agat” (późniejszy batalion „Parasol”). Jako żołnierz „Parasola” uczestniczył m.in. w Akcji „Kutschera”, w czasie której został ranny.
Poległ 27. dnia powstania warszawskiego w obronie pałacu Krasińskich na Starym Mieście. Miał 23 lata. Pochowany w kwaterach żołnierzy i sanitariuszek batalionu „Parasol” na Wojskowych Powązkach w Warszawie (kwatera A24-9-12).
Wraz z innymi uczestnikami akcji „Kutschera”, rozkazem nr 267/BP z dnia 25 marca 1944 Komendanta Głównego Armii Krajowej został odznaczony Krzyżem Walecznych.